# SN 1991bd
SN 1991bd – supernowa typu Ia odkryta 15 października 1991 roku w galaktyce UGC 2936. W momencie odkrycia miała maksymalną jasność 16,50m.